# NGC 127
NGC 127 este o galaxie posibil spirală, posibil lenticulară situată în constelația Peștii. A fost descoperită în 4 noiembrie 1850 de către Bindon Blood Stoney.